# Coopers Plains
Coopers Plains es un lugar designado por el censo ubicado en el condado de Steuben en el estado estadounidense de Nueva York. En el año 2010 tenía una población de 598 habitantes.

## Geografía
Coopers Plains se encuentra ubicado en las coordenadas 42°48′36″N 77°42′21″O / 42.81000, -77.70583.